# Amburbium
Beim Amburbium (lateinisch amb-: „um, herum“; urbs: „Stadt“; man beachte den Zusammenhang mit urvare; „pflügen“, erklärt bei Sulcus primigenius) handelt sich um ein altes Fest der römischen Religion, nämlich um einen Umgang um die Stadt Rom unter Mitführung von Opfertieren, vermutlich Suovetaurilia, der Anfang Februar stattfand und die Stadt entsühnen sollte. Ursprünglich waren es feriae conceptivae. In späterer Zeit vermischten sie sich mit der nach griechischem Ritus gefeierten lustratio urbis.
Ein in einigen Punkten vergleichbarer Ritus für Felder waren die Ambarvalia.